# Jan Pieter van Male
Jan Pieter van Male (Brugge, 1 augustus 1681 - Vladslo, 5 december 1735) was een Brugs priester, rederijker en historicus.

## Levensloop
Van Male volbracht middelbare studies bij de Brugse augustijnen. Hij trok vervolgens naar de Universiteit Leuven, waar hij wijsbegeerte en theologie studeerde, voorbereidend op het priesterschap. Hij verdiepte zich nochtans liever in geschriften van historici en moralisten. Hij kwam naar Brugge terug om, eerder tegen zijn zin, verder godgeleerdheid te studeren bij de predikheren. Hij ging vervolgens in de leer bij schilder Lodewijk De Deyster en pas na heel wat aarzeling liet hij zich in 1707 tot priester wijden.
Zijn priesterloopbaan verliep als volgt:
- in november 1707 onderpastoor in Zuienkerke;
- in 1710 onderpastoor in de Brugse Sint-Jakobsparochie;
- op 14 januari 1717 pastoor in Bovekerke;
- op 14 mei 1728 pastoor in Vladslo, en op die standplaats overleden op vierenvijftigjarige leeftijd.

Vanaf 26 juli 1709, terwijl hij nog in Zuienkerke werkte, werd hij benoemd tot geestelijke proost van de Brugse rederijkerskamer van de Heilige Geest.
Het belangrijkste werk van Van Male was zijn tussen 1713 en 1723 geschreven Praelthoneel, een biografisch woordenboek dat hij schreef uit liefde voor zijn vaderland. Voor de namen van de Bruggelingen die hij behandelde, baseerde hij zich op de geschriften van Sanderus, Valerius Andreas, Franciscus Swertius en Nicolaas Rommel. Hij bestudeerde ook heel wat handschriften en publicaties, onder meer algemene biografische werken, die hij aantrof in de bibliotheken van de Brugse augustijnen en predikheren, van de abdijen van Sint-Andries en van de Duinen.
Hij schreef in zijn Nauwkeurighe Beschrijvinghe een geschiedenis van Brugge, vanaf het ontstaan tot in 1724. Hij besprak de oorsprong en de naam van de stad, de openbare plekken en de geheime gestichten, de gildehuizen, de rederijkerskamers, het Waterhuis, de kerken en kloosters, de kooplieden en de arbeidersgenootschappen, het stadsbestuur, de beroerten en onlusten die plaats grepen.
Van Male is voor de kennis van de geschiedenis van Brugge en van het Brugse Vrije een belangrijke bron van informatie. Dit geldt in het bijzonder voor de levensbeschrijvingen van bekende personen.

## Handschriften
- Praelthoneel der gheleerde ende doorluchtige Bruggelinghen, handschrift bewaard in de Stadsbibliotheek Kortrijk.
- Amphitheatrum Illustrum Scriptorum aliorumque doctorum virorum Brugensium et Franconatenium, handschrift bewaard in de Koninklijke Bibliotheek Brussel.
- Nauwkeurighe Beschrijvinghe vande oude en de hedendaegsche stad van Brugghe in Vlaenderen (...), handschrift bewaard in de Stadsbibliotheek Brugge.
- Daghregister van alle het gonne gedenkweerdigh voorghevallen is binnen de de stadt Ghendt, t'sedert den 15de juli 1566, tot den 15de juli 1585, onderhouden bij meester Philips de Kempenare, advocaat van de Raad van Vlaenderen, overgheset uijt het latyn door heer ende meester Joannes Petrus van Male, pastor van Bovekerke, uit het origineel, handschrift bewaard in de Stadsbibliotheek en universiteitsbibliotheek Gent. Gepubliceerd door Philippe Blommaert, Gent, 1839.
- Vertalinghe van een boucxken in het Fransch ghedruckt tot Dusseldorp voerende voor titel: Warachtigh verhaal vande besonderste ende ghedenckweerdigste saken de welcke voorghevallen sijn binnen de stadt van Bruggghe ende bijna door heel Vlaenderen onder de regeringhe vanden seer doorluchtigen prins Charles de Croij, prins van Chimay, handschrift bewaard in de Stadsbibliotheek Kortrijk.

## Publicaties
- Het verwonderensweyrdigh leven van de Heilighe Euphrosyne (...), Brugge, Drukker Paul Roose, 1708.
- Gheestigheden der Vlaamsche Rijmkonst (...), Brugge, Drukker Jan-Baptist Verhulst, 1709.
- Ontleding ende Verdediging van de edele ende redenrijcke konste der Poëzye, 1724.
- Ferdinand VAN DE PUTTE, Geschiedenis van Vlaenderen, van het jaer 1566 tot de vrede van Munster, door J. P. Van Male, pastor tot Vladslo, Brugge, 1842 & 1843. Dit is een gedeelte uit het 459 folio's beslaande handschrift Nauwkeurighe Beschryvinghe van de oude ende hedendaegsche stad van Brugghe in Vlaenderen.
- A. DE POORTER, Oud Brugge, 1936. De Nauwkeurige Beschryvinghe... in hedendaagse spelling.
- Philippe BLOMMAERT, Vlaemsche Kronijk of dagregister van al het gene gedenkweerdig voorgevallen is binnen de stad Gent sedert den 15 juli 1566 tot 15 juni 1585, onderhouden in 't latijn door Ph. de Kempenare, overgezet door J. P. Van Male, pastor van Bovekerke, thans voor de eerste maal uitgegeven, Gent, 1839.